# Sestante B
Sestante B (anche nota come UGC 5373 e DDO 70) è una galassia irregolare (ImIV-V) che può far parte del Gruppo Locale, o trovarsi appena al di là di esso. Sestante B dista 4,44 milioni di anni luce dalla Terra e pertanto, sempre che ne faccia parte, è il componente più distante tra i membri del Gruppo Locale. Forma una coppia insieme alla vicina galassia Sestante A. È una galassia del tIpo Ir IV-V in accordo con lo schema della classificazione morfologica delle galassie. Inoltre, Sestante B potrebbe essere associata gravitazionalmente con le galassie NGC 3109 e la Galassia Nana della Macchina Pneumatica (Antlia Dwarf).
Sestante B possiede una popolazione stellare uniforme, ma il mezzo interstellare appare disomogeneo. La sua massa è stimata in circa 2 × 108 volte la massa del Sole, di cui 5.5 × 107 è costituita da atomi di idrogeno. L'attività di formazione stellare nella galassia sembra sia proceduta in distinti periodi di bassa intensità.separati da brevi periodi di completa inattività. La presenza nella galassia di Variabili Cefeidi implica che Sestante B contenga anche alcune stelle giovani. La metallicità di Sestante B è piuttosto bassa, con valore approssimativo di Z = 0.001. Sestante B si sta allontanando dalla Via Lattea alla velocità approssimativa di 300 km/s, e probabilmente si trova appena al di fuori del limite estremo del Gruppo Locale, così come la sua vicina Sestante A.
Sono state identificate cinque nebulose planetarie all'interno di Sextans B, essendo una delle più piccole galassie in cui sono state osservate delle nebulose planetarie. All'osservazione appaiono immagini puntiformi e possono essere identificate dalle loro linee di emissione spettrale. Sono presenti anche massicci ammassi globulari.